# Psectrocladius brachiurus
Psectrocladius brachiurus är en tvåvingeart som beskrevs av Linevich 2002. Psectrocladius brachiurus ingår i släktet Psectrocladius och familjen fjädermyggor. Inga underarter finns listade i Catalogue of Life.